# NGC 1009
NGC 1009 est une galaxie spirale vue par la tranche et située dans la constellation de la Baleine. NGC 1009 a été découverte par l'astronome américain Edward Swift en 1886.

## Caractéristiques
Sa vitesse par rapport au fond diffus cosmologique est de 5 594 ± 24 km/s, ce qui correspond à une distance de Hubble de 82,5 ± 5,8 Mpc (∼269 millions d'al).
À ce jour, cinq mesures non basées sur le décalage vers le rouge (redshift) donnent une distance de 91,940 ± 3,045 Mpc (∼300 millions d'al), ce qui est tout juste à l'extérieur des valeurs de la distance de Hubble. Notons cependant que c'est avec la valeur moyenne des mesures indépendantes, lorsqu'elles existent, que la base de données NASA/IPAC calcule le diamètre d'une galaxie et qu'en conséquence le diamètre de NGC 1009 pourrait être d'environ 38,4 kpc (∼125 000 al) si on utilisait la distance de Hubble pour le calculer. 
La classe de luminosité de NGC 1009 est II et elle présente une large raie HI.